# Terre d'Ellsworth
Pour les articles homonymes, voir Ellsworth.

La terre d’Ellsworth est située à l’ouest du continent.

La terre d'Ellsworth (75° 30′ S, 80° 00′ O) est la partie de l'Antarctique délimitée à l'ouest par la terre Marie Byrd, au nord par la mer de Bellingshausen, au nord-est par la base de la péninsule Antarctique, et à l'est par la plateforme de glace de Filchner-Ronne. Elle s'étend entre 103°24'O et 79°45'O. La zone à l'ouest de la longitude 90°O n'est revendiquée par aucun pays, la portion comprise entre 84° et 90°O (ce qui représente une superficie terrestre d'environ 143 410 km²) est revendiquée par le Chili, et le reste par le Chili et le Royaume-Uni. La côte de Eights s'étend entre 103°24'O et 89°35'O et la côte de Georges Bryan entre 89°35'O et 79°45'O.
La terre d'Ellsworth est essentiellement constituée par un haut plateau de glace. On y trouve également la chaîne des monts Ellsworth, ainsi que les monts Hudson, Jones, Behrendt, Merrick, Sweeney et Scaife.
Cette terre a été survolée par l'explorateur américain Lincoln Ellsworth entre novembre et décembre 1935. Son nom lui a été attribué par le comité US-ACAN, en 1962, pour commémorer ce vol transcontinental historique, entre l'île Dundee et la plateforme de glace de Ross.